# Archbald
Archbald es un borough ubicado en el condado de Lackawanna en el estado estadounidense de Pensilvania. En el año 2000 tenía una población de 6,220 habitantes y una densidad poblacional de 143 personas por km².

## Geografía
Archbald se encuentra ubicado en las coordenadas 41°29′37″N 75°33′05″O / 41.49361, -75.55139.

## Demografía
Según la Oficina del Censo en 2000 los ingresos medios por hogar en la localidad eran de $39,428 y los ingresos medios por familia eran $52,410. Los hombres tenían unos ingresos medios de $36,913 frente a los $26,343 para las mujeres. La renta per cápita para la localidad era de $19,352. Alrededor del 6.9% de la población estaba por debajo del umbral de pobreza.